# Нэйгуань империи Тан
Нэйгуань империи Тан — словом нэйгуань (кит. упр. 內官, пиньинь nèiguān, палл. нэйгуань, внутренние чиновники) обозначают: 1. столичных чиновников, 2. придворных евнухов, 3. придворных служанок и фрейлин.
Применительно к танской бюрократической системе этим словом именовали императорских «наложниц», хотя этот термин трудно применить к Китаю, вернее будет женщины из внутренних покоев дворца. Конфуцианская модель государства требовала, чтобы все приближённые к источнику власти и сами наделялись властными полномочиями. Поэтому дворцовые женщины также были «чиновниками» и в пределах дворца наделялись некоторыми обязанностями и полномочиями.

## Фэй
Титул кит. упр. 妃, пиньинь fēi, палл. Фэй полагался четырём женщинам 1-го ранга. Они приравнивались по статусу к супруге наследника престола. Фэи во всём помогали императрице, поддерживали порядок во время женских ритуалов, могли заниматься любыми делами, связанными с внутренними покоями, то есть открытый перечень полномочий. И каждая из них отличались своим положением к примеру, в сериале Императрица Китая, у Императора Тайцзуна были супруги этого же ранга но даже имея один ранг они отличались, очевидно Гуйфэй была самой высшей в 1-м ранге. 
1-я. Гуйфэй (кит. упр. 貴妃, пиньинь guìfēi, палл. Драгоценная почётная подруга ), ранг основной 1-й.
Этот титул носила знаменитая Ян Юхуань.
2-я. Хуэйфэй (кит. упр. 惠妃, пиньинь huìfēi, палл. Благая почётная подруга ), ранг основной 1-й. Еще можно найти (добродетельная наложница)
3-я. Лифэй (кит. упр. 麗妃, пиньинь lìfēi, палл. Прекрасная почётная подруга ), ранг основной 1-й. Еще можно найти (нравственная наложница)
4-я. Хуафэй (кит. упр. 華妃, пиньинь huáfēi, палл. Изящная почётная подруга ), ранг основной 1-й. Еще можно найти (талантливая наложница)

## И
Женщины 2-го ранга. Наставляли остальных в добропорядочности, риторике, эстетике, трудолюбии. Организовывали помощь императрице при исполнении ритуалов.
1-я. Шуи (кит. упр. 淑儀, пиньинь shuyi, палл. Образец чистоты), ранг основной 2-й.
2-я. Дэи (кит. упр. 德儀, пиньинь deyi, палл. Образец добродетели), ранг основной 2-й.
3-я. Саньи (кит. упр. 賢儀, пиньинь sayi, палл. Образец
```
достоинства
), ранг основной 2-й.
```

4-я. Шуньи (кит. упр. 順儀, пиньинь shunyi, палл. Образец кроткости), ранг основной 2-й.
5-я. Ваньи (кит. упр. 婉儀, пиньинь wanyi, палл. Образец прелести), ранг основной 2-й.
6-я. Фанъи (кит. упр. 芳儀, пиньинь fangyi, палл. Образец кроткости), ранг основной 2-й.

## Мэйжэнь
Четыре кит. упр. 美人, пиньинь meiren, палл. красавицы, женщины 3-го ранга. Во время церемонии предводительствовали жёнами чиновников, при жертвоприношениях ведали некоторыми делами, принимали гостей во внутренних покоях.

## Цайжэнь
Семь кит. упр. 才人, пиньинь cairen, палл. одарённые, женщины 4-го ранга. Отвечали за порядок в покоях императрицы.

## Остальные
Остальные не имели столь жёсткой привязки к рангу. Для некоторого времени можно указать:
- 27 «баолинь» (кит. упр. 寶林, пиньинь baolin, палл. лес драгоценностей), ранг основной 6-й.
- 27 «юйнюй» (кит. упр. 禦女, пиньинь yunu, палл. лес драгоценностей), ранг основной 7-й.
- 27 «цайнюй» (кит. упр. 采女, пиньинь cainu, палл. отборные девы), ранг основной 8-й.

и многие другие.